# Ahmet Sağlam
Ahmet Sağlam (* 9. Mai 1987 in Bonn) ist ein deutsch-türkischer Fußballspieler.

## Karriere
Sağlam kam als Sohn türkischer Einwanderer in Bonn auf die Welt und begann hier in der Jugend vom SV Boluspor Bonn mit dem Fußballspielen.
Zur Saison 2006/07 lag ihm aus der Türkei vom Viertligisten Beylerbeyi SK ein Angebot vor. Sağlam nahm es an und wechselte in die Heimet seiner Eltern. Nach einem Jahr bei Beylerbeyi wechselte er eine Liga aufwärts zu Eyüpspor. Im Sommer 2008 heuerte er beim Erstligisten Eskişehirspor an. Hier fristete er eher ein Reservistendasein und wurde für die Saison 2009/10 an den Drittligisten Göztepe Izmir ausgeliehen. Eine Spielzeit wechselte er ablösefrei zu Göztepe. Die Spielzeit 2010/11 beendete Sağlam als Meister der TFF 2. Lig und erreichte damit den direkten Aufstieg in die TFF 1. Lig. Die Spielzeit 2011/12 verbrachte er beim Drittligisten Turgutluspor.
Zur Saison 2012/13 kehrte er zu Göztepe zurück. Nach einigen Wechseln innerhalb der Türkei wechselte er zur Saison 2015/16 zum TuS Erndtebrück, bevor er sich zur Saison dem Nord-Regionalligisten VfB Oldenburg anschloss.

## Erfolge
Göztepe Izmir
- Meisterschaft der TFF 2. Lig und Aufstieg in die TFF 1. Lig: 2010/11